# マルクス・アントニウス・プリムス

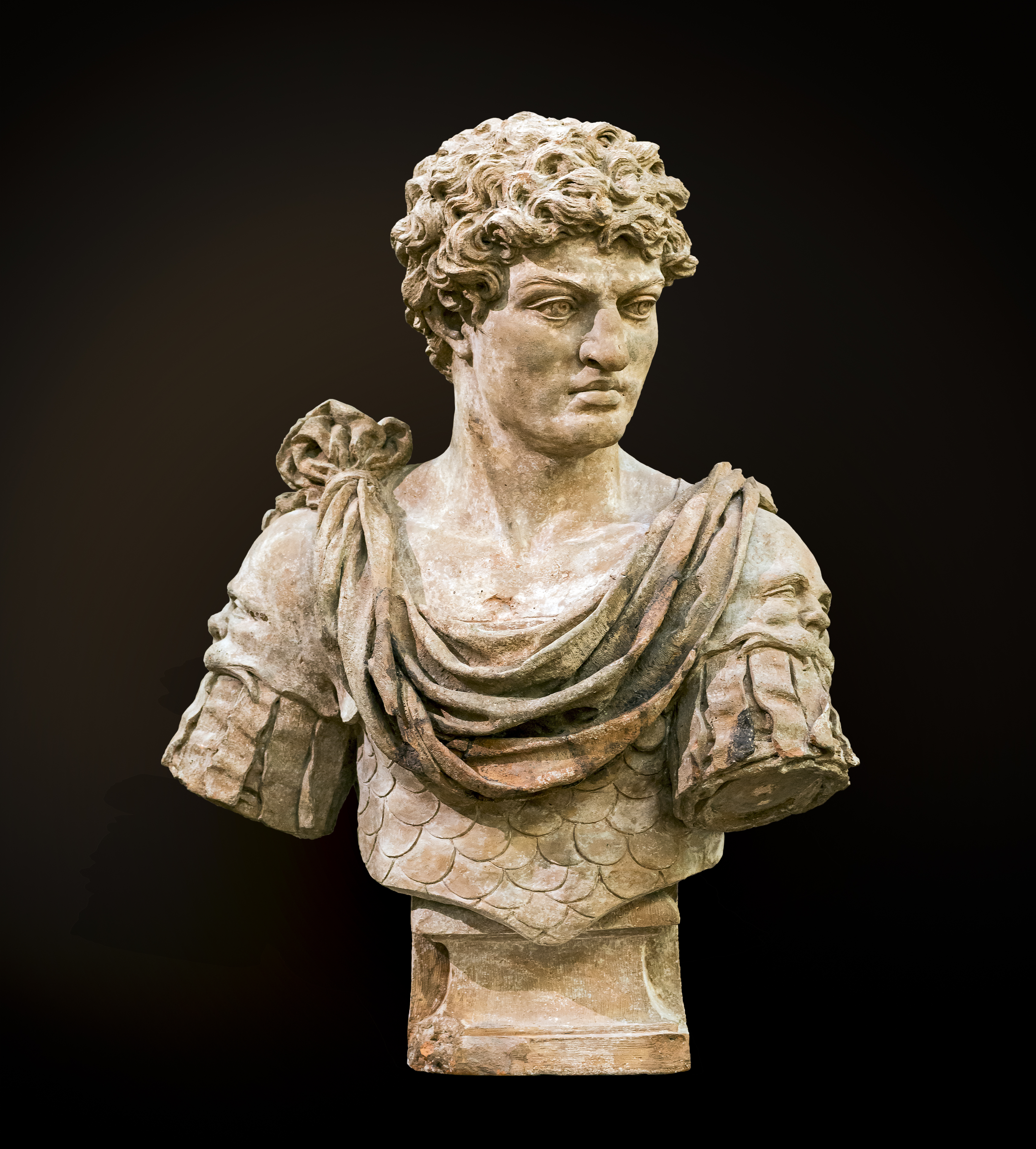
マルクス・アントニウス・プリムス

マルクス・アントニウス・プリムス（ラテン語: Marcus Antonius Primus, 30年から35年頃 - 81年以降）は、ローマ帝国の軍人。

## 生涯

### 出自と家族
ガリアのトロサ（現トゥールーズ）に生まれる。

### ローマ内戦以前
ネロの治世の間ローマに居住しており、元老院議員となるが、詐欺を働き追放されローマから放逐させられる。その後ガルバによって復権、パンノニアの第7軍団の指揮官となる。

### ローマ内戦
68年からの内戦でプリムスはウェスパシアヌスの最大の支持者となる。イタリアに進軍し、69年の10月にベドリアクムの戦いでアウルス・ウィテッリウスの軍を打ち破り、同日クレモナを焼き討ちする。その後、アペニン山脈を横切りローマへ軍を進め、抵抗を受けたものの市内への侵入に成功する。この攻撃でウィテッリウスは殺され、実質上プリムスはローマの支配者となった。元老院はコンスルの官職を与えようとするが、ローマ市内は混乱した。数日後にガイウス・リキニウス・ムキアヌスがローマに進軍し、市内の混乱を鎮めた。プリムスはムキアヌスに服従を強いられるだけでなく、不名誉な扱いを受けてローマを去る事となる。

### 内戦以後
その後の消息ははっきりしないが、時代が下ってマルティアリスが自らの作品で彼の名を言及している事から、ドミティアヌス（在位81年-96年）の時代までは生存していたものと思われる。

## 評価
後年の歴史家タキトゥスは、プリムスを「行動においては勇敢、演説は雄弁、他者を憎悪にかき立てるのには巧みで、内乱、反乱の時代には隆盛で、強欲で浪費家、平和な時代には悪しき市民であり、戦争の時には軽んずる事のできぬ朋友であった」と書いている。